# Zwölf Traditionen
Die Zwölf Traditionen der Anonymen Alkoholiker (AA) definieren das Verhältnis einer AA-Gruppe zu deren Mitgliedern, anderen Gruppen, AA als Ganzem und der Gesellschaft. Gemeinsam mit den Zwölf Schritten bilden sie das ethische Programm der Anonymen Alkoholiker.

## Beschreibung
Als Hilfe für den persönlichen Fortschritt „Ziel ist Genesung“ stehen die Zwölf Schritte, für organisatorische Fragen in den Gruppen „Ziel ist Einigkeit“ sind die Zwölf Traditionen maßgeblich und für die Organisation der verschiedenen Dienste in AA „Ziel ist Dienst“ bilden die 12 Dienstgrundsätze dazu Hinweise.
Die „Traditionen“ legen unter anderem fest, dass
- jede AA-Gruppe über ihre Angelegenheiten selbst bestimmt,
- ehrenamtliche Tätigkeit innerhalb von AA ausschließlich funktionalen (nicht hierarchischen) Zwecken dient,
- die Gruppe finanziell und personell unabhängig sein sollte (keine Spenden von außen),
- sich die Gruppe aus der öffentlichen Diskussion heraushält und
- die Gruppe zwar mit anderen (nicht zu AA gehörenden) Organisationen kooperiert, sich jedoch organisatorisch nicht mit diesen verknüpft.

Zum Schutz der einzelnen Mitglieder und der Gemeinschaft werden die Mitglieder außerdem dazu angehalten, ihre Teilnahme und die Teilnahme anderer nicht in der Öffentlichkeit zu offenbaren.
Nach Ansicht der meisten AA-Mitglieder ist die Einhaltung dieser „Traditionen“ die Voraussetzung dafür, dass die Gemeinschaft der Anonymen Alkoholiker weiter besteht und wächst.

## Geschichte
Laut dem Verfasser der Zwölf Traditionen, Bill Wilson, sind diese Grundsätze entstanden als Essenz der Erfahrungen der verschiedenen AA-Gruppen in Nordamerika während des ersten Jahrzehnts (1935–1945) der schnell wachsenden Bewegung.
Die Zwölf Traditionen wurden ab 1946 in einer Serie von Artikeln in Grapevine (der amerikanischen AA-Mitgliederzeitschrift) veröffentlicht und stießen zunächst in verschiedenen Gruppen in den USA auch auf Widerstände. Im Juli 1950 wurden sie schließlich auf dem ersten Weltkongress der AA in Cleveland (Ohio) von den gewählten Vertretern der AA-Gruppen als Leitprinzipien der AA beschlossen. Seitdem wurde ihr Wortlaut von den Anonymen Alkoholikern nicht mehr geändert.

## Verbreitung
Die meisten Zwölf-Schritte-Programme, welche die Zwölf Schritte von den Anonymen Alkoholikern entlehnt haben, haben auch die Zwölf Traditionen fast wörtlich von den AA übernommen.

## Hintergründe
Es ist behauptet worden, dass diese Grundsätze stark an die nicht-hierarchischen Beziehungen erinnern, welche Anarchisten vor allem seit dem 19. Jahrhundert gefordert haben. Beiläufig erwähnt Wilson diese philosophische Schule in einem seiner Artikel über die Zwölf Schritte und Zwölf Traditionen (1953) sowie in dem Buch AA wird mündig (1957, deutsch 1990, hier insbesondere Peter Kropotkin).